# I'll Shut Up When You Fuck Off
I'll Shut Up When You Fuck Off är The Almighty Trigger Happys andra studioalbum, utgivet 1996 av det kanadensiska skivbolaget Sonic Unyon. Skivan utgavs i Sverige 1997 av Bad Taste Records.

## Låtlista
1. "In Hate" - 1:27
2. "Shit for Dessert" - 2:24
3. "Tango" - 3:02
4. "Softly" - 2:07
5. "Think" - 2:55
6. "Fingers" - 2:11
7. "Grrrilla" - 2:46
8. "Seasonal Excuse" - 2:18
9. "Better Brain" - 2:28
10. "Human Racist" - 2:20